# Naturschutzgebiet Luchwiesen

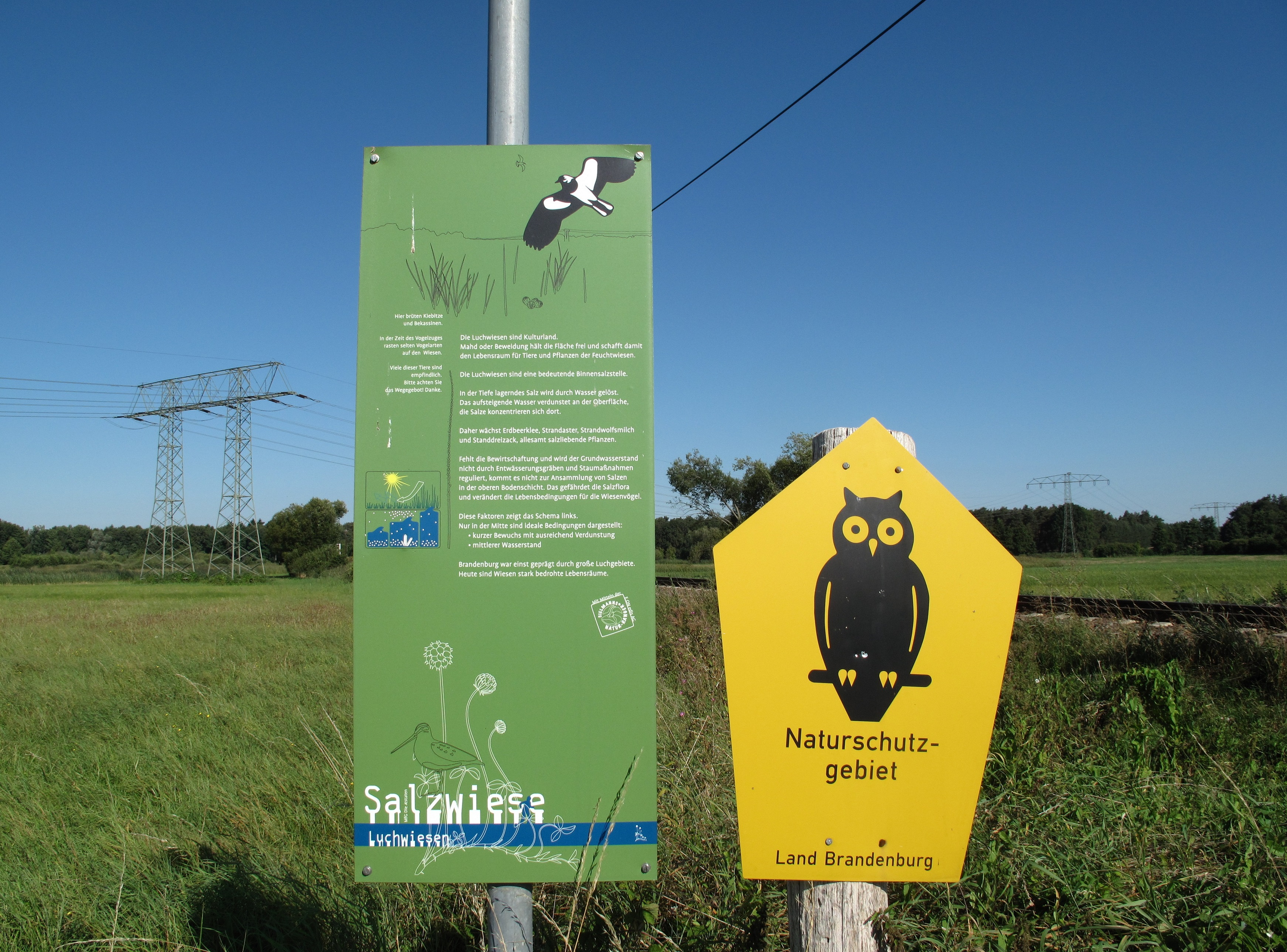
Informationstafel Salzwiese

Die Luchwiesen sind eine der artenreichsten Binnensalzstellen Brandenburgs. Das 110 Hektar umfassende Naturschutzgebiet liegt in der Kleinstadt Storkow im Landkreis Oder-Spree südlich und nördlich des Storkower Kanals. Die Luchwiesen sind im Natura 2000 Verbund als FFH-Gebiet ausgewiesen und Teil des Naturparks Dahme-Heideseen.
Die geringmächtig vermoorte Talsandrinne charakterisieren halophile Flut- und Kriechrasen sowie Trittgesellschaften, Salzgrasland, Großseggenriede und Schilfröhrichte. Unter den Halophyten (Salzpflanzen) und halotoleranten Pflanzenarten sind vier Arten vertreten, die in der Roten Liste Brandenburgs als vom Aussterben bedroht kategorisiert sind. Die Arthropodenfauna (Gliederfüßer) der Luchwiesen ist von Arten gekennzeichnet, die sich in Brandenburg fast ausschließlich in oligo- bis mesohalinen Salzwiesen entwickeln. Zwischen 2005 und 2010 wurden die hydrologischen Verhältnisse des Luchgebiets im Rahmen des LIFE-Projekts „Sicherung und Entwicklung der Binnensalzstellen Brandenburgs“ stabilisiert. Die Salzartenflora des zunehmend verschilften Gebiets wurde durch eine extensive Nutzung der Flächen gefördert.
Im 17. Jahrhundert bestand auf dem Gelände sehr wahrscheinlich eine Salzsiederei. Anschließend wurde das Gelände als Torfstich und später als Grünland genutzt. Durch die Wiesen führt der 8,5 Kilometer lange Storkower Salzweg, der weitere Binnensalzstellen an der benachbarten Groß Schauener Seenkette mit einschließt. Der Weg ist mit Informationstafeln über die Entstehungsgeschichte, Vegetation, den Wasserhaushalt und die Bedeutung der Salzstellen ausgestattet.

## Geographie, Geologie und Klima

### Lage und Naturraum
Das Naturschutzgebiet Luchwiesen befindet sich südlich des von der Spree durchflossenen Berliner Urstromtals und westlich der Storkower Platte im Ostbrandenburgischen Heide- und Seengebiet, das in den Naturräumlichen Haupteinheiten Deutschlands als Nr. 82 geführt wird. Die zahlreichen Seen des Gebiets sind ein Relikt des Brandenburger Stadiums (24.000 bis 22.000) der Weichsel-Eiszeit.

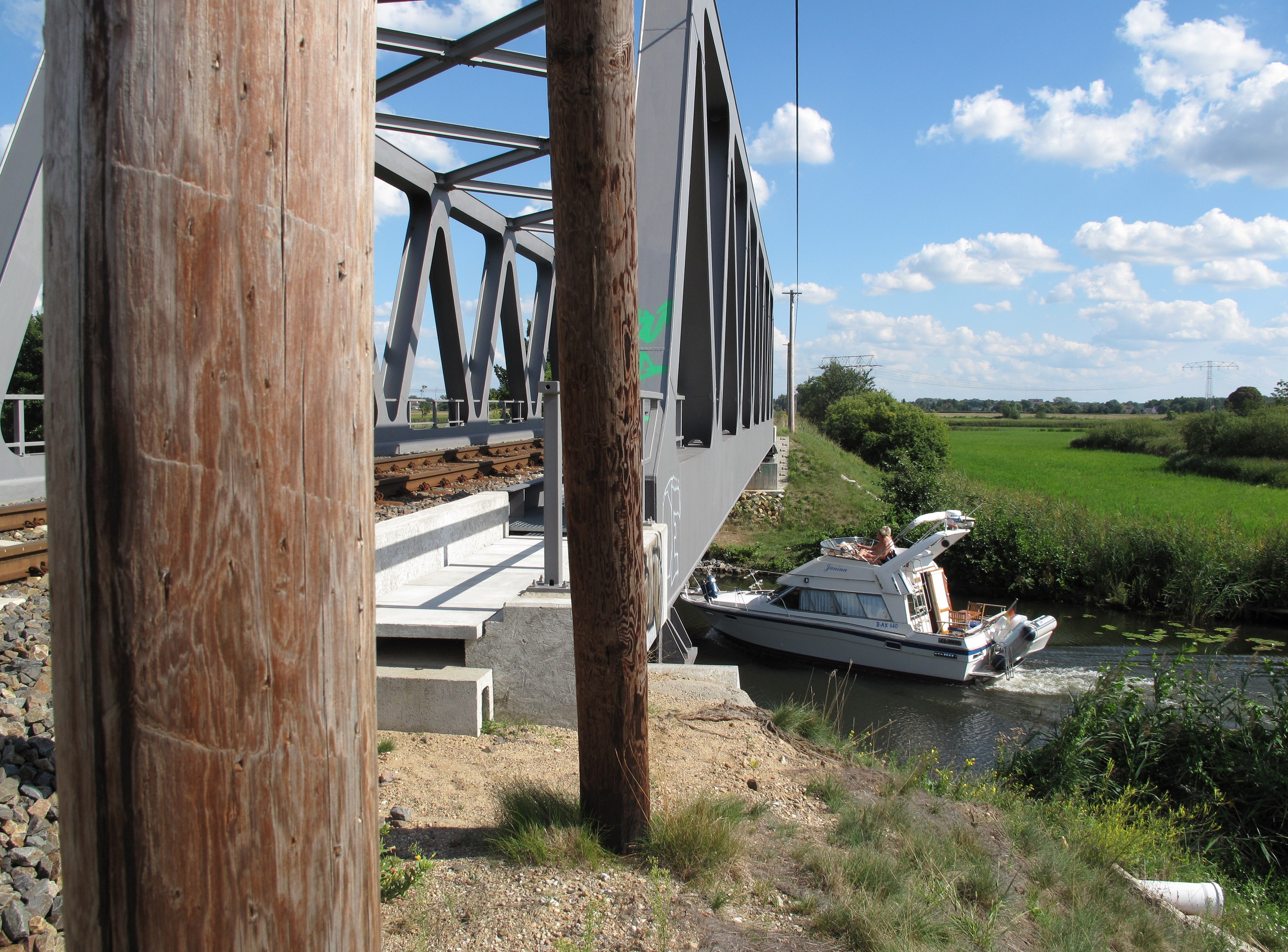
Brücke über dem Storkower Kanal und nordwestlicher Teil der Luchwiesen

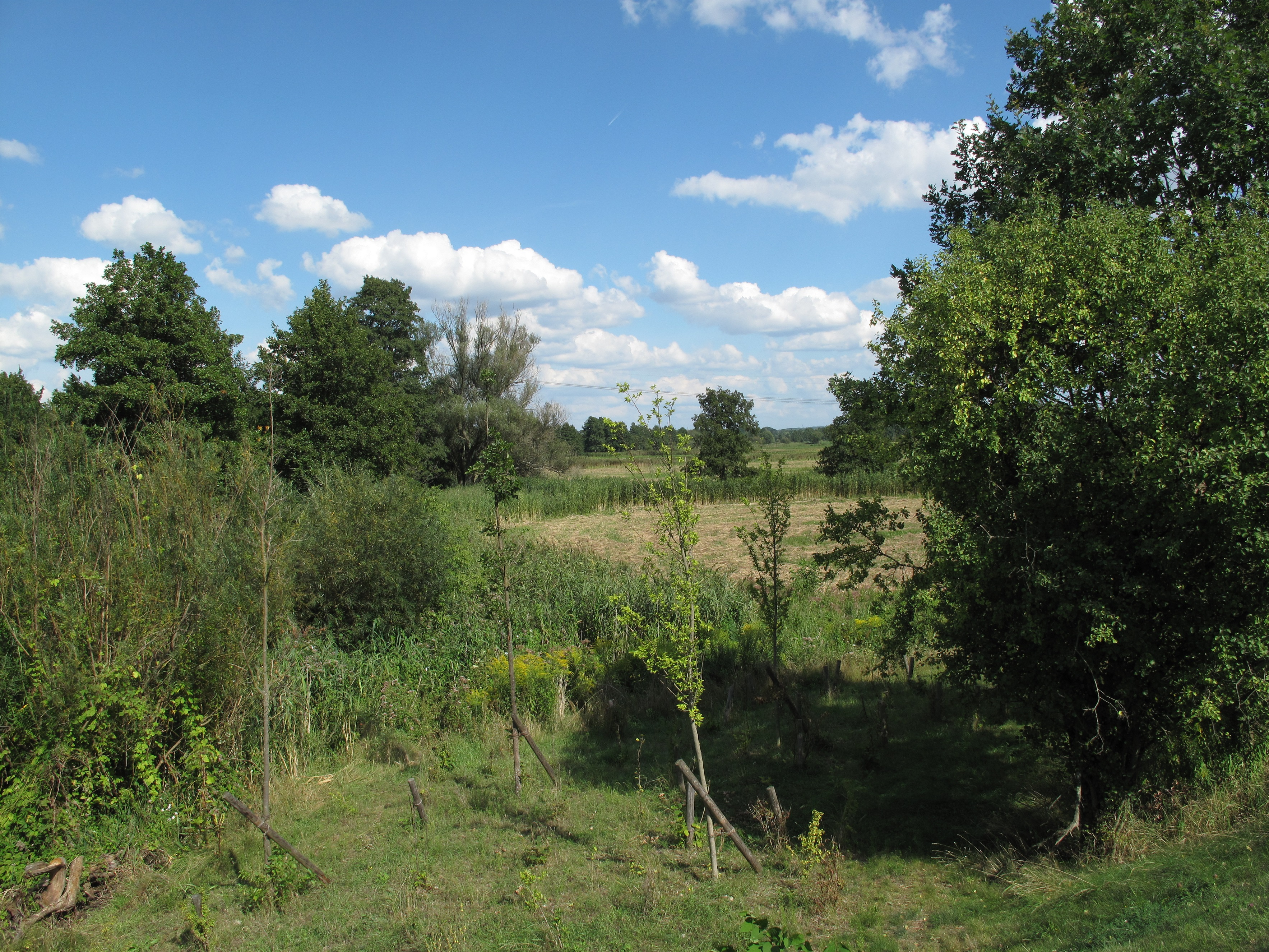
Nordöstlicher Teil, südlich des Kanals

Das Areal gehört etwa je zur Hälfte zu der Gemarkung der Storkower Kernstadt und der Gemarkung des sich westlich anschließenden Storkower Ortsteils Philadelphia. Es beginnt rund einen Kilometer westlich der historischen Storkower Altstadt, zieht sich im Süden mit einer Spitze bis fast an die Landesstraße L 391 nach Görsdorf heran und reicht im Westen bis kurz vor die Häuserzeilen des Straßendorfs Philadelphia. Der bei weitem größte Teil des Naturschutzgebiets liegt südlich des Storkower Kanals, der die Luchwiesen von Ost nach West auf einer Höhe von rund 35 Metern durchfließt. Mit einem schmalen Streifen zwischen dem Nordufer der Wasserstraße und den bis zu 53 Meter hohen Türkenbergen – sehr wahrscheinlich einer durch Aufforstungen von Kiefernwald überprägten Binnendüne – dehnt sich die Schutzzone nach Norden aus. Als einzige weitere Verkehrsader quert die eingleisige Bahnstrecke Grunow–Königs Wusterhausen die Luchwiesen von Südost nach Nordwest und überbrückt den Kanal im Schutzgebiet auf einer stählernen Fachwerkbrücke.

### Geologie und Böden
Das salzige Wasser tritt mit dem Grundwasser zutage. Es resultiert aus bis zu mehreren Hundert Metern mächtigen Steinsalzschichten im Untergrund, die das Zechsteinmeer vor rund 255 Millionen Jahren ablagerte. Die sich fortwährend bewegenden Wasser waschen die Salze aus und transportieren sie. Die undurchlässigen Tonschichten, die das unter Druck stehende und nach oben strebende tiefe Salzwasser von den höheren, Süßwasser führenden Grundwasserleitern trennt, fehlen an den Binnensalzstellen oder wurden während der Eiszeiten ausgeräumt. Gewässer in dem stark degradierten Moorstandort der Luchwiesen bilden ein kleiner See (Grausche Kiesgrube), eine weit in die Wiesen reichende Ausbuchtung des Storkower Kanals namens Grunds Buchte und der Kanal selbst, je nach Jahreszeit weitere kleine, offene Wasserstellen und Gräben.
Die holozäne, vertorfte Niederung, in der die Luchwiesen liegen, ist von Talsanden und geringmächtigen Flugsanddecken umrahmt. Die bodenhydrologischen Eigenschaften der standortprägenden, mächtigen und feinporenreichen Kalkmudden beziehungsweise Seekreiden unterscheiden sich stark von denen der südöstlich benachbarten salzhaltigen Marstallwiesen, die als Teil des Naturschutzgebiets Groß Schauener Seenkette geschützt sind. So weisen die limnischen Sedimente der Luchwiesen mit 91 % CaCO3 extrem hohe, in dieser Ausprägung in Brandenburg sehr seltene Kalkgehalte der Seekreide auf. Die bodenphysikalischen Parameter zeigen in Verbindung mit den Kohlenstoffgehalten einen stark degradierten Moorstandort an. Auffällig sind die niedrigeren Werte für die gesättigte
Wasserleitfähigkeit und die etwas erhöhten Werte für die Trockenrohdichte im oberen Profilbereich.

### Klima
Die Luchwiesen liegen im Wirkungsbereich des subkontinentalen ostdeutschen Binnenklimas mit geringfügigem subatlantischen Einfluss. Das Klima ist geprägt von mäßig kalten Wintern und relativ warmen Sommern. Die mittleren Monatstemperaturen reichen von -1/0 °C im Januar bis 18/18,5 °C im Juni/Juli, die Jahresmitteltemperatur liegt bei 8,5 °C. Die durchschnittliche Niederschlagsmenge beträgt zwischen 530 und 575 mm im Jahr und fällt damit in den unteren Bereich der in Deutschland erfassten Werte. Das statistische Maximum des Niederschlags liegt im Monat Juni mit rund 700 mm.

## Naturschutz und Schutzmaßnahmen
Im Jahr 1974 wurden die Luchwiesen einstweilig als Naturschutzgebiet gesichert. Die endgültige Unterschutzstellung als NSG mit 109,69 Hektar erfolgte durch den Beschluss Nr. 130 des Bezirkstages Frankfurt/Oder vom 14. März 1990, Inkrafttreten durch Bekanntmachung in der Märkischen Oderzeitung am 16. Mai 1990. Der Status Naturschutzgebiet resultiert zudem aus dem § 32 des Brandenburgischen Naturschutzgesetzes (BbgNatSchG), der die Salzstellen des Binnenlandes generell unter Naturschutz stellt (sogenannter Biotopschutz).

### Natura-2000- und FFH-Gebiet, EU-LIFE

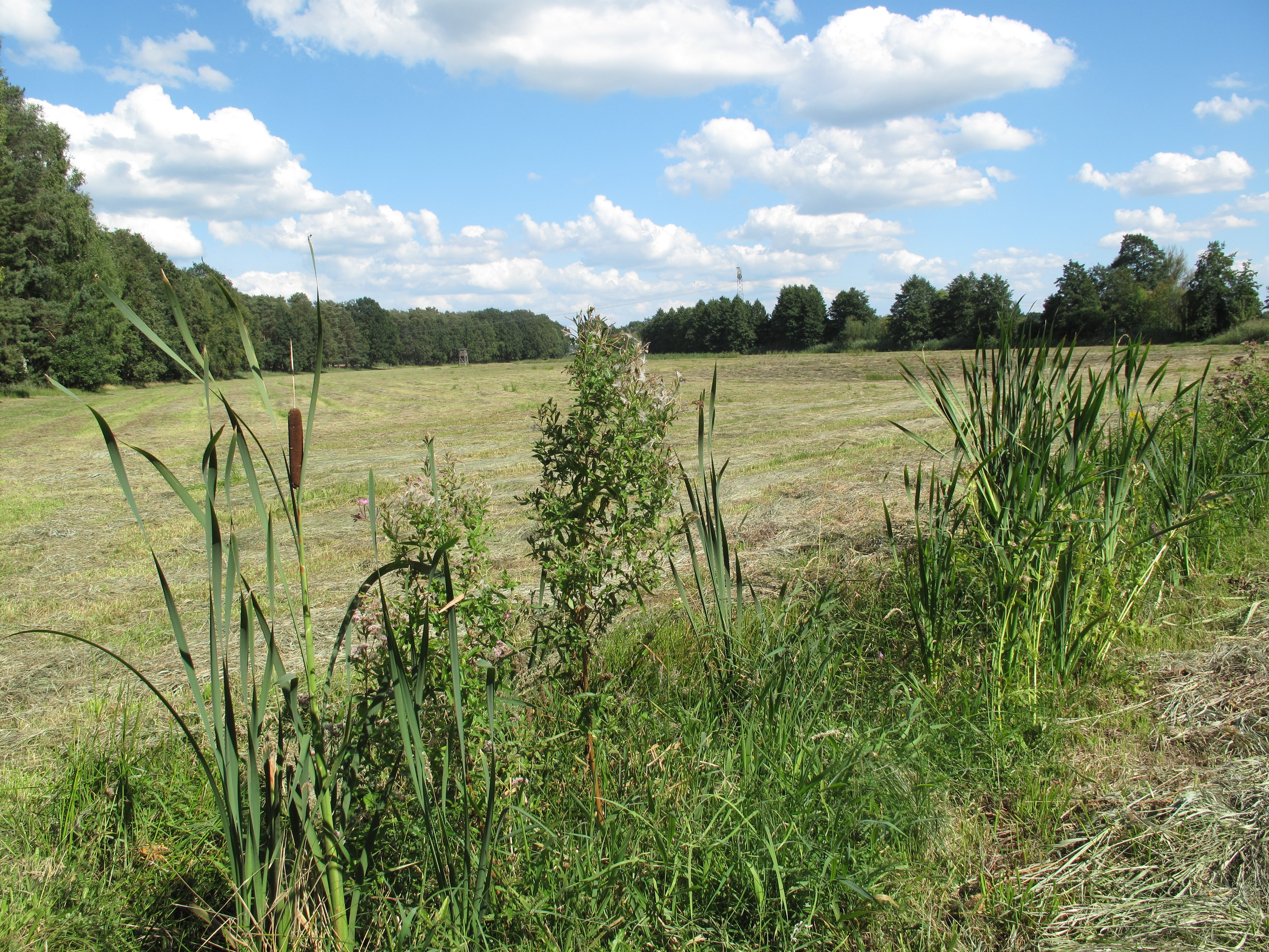
Nordöstlicher Teil zwischen dem Storkower Kanal und den Türkenbergen nach der Mahd

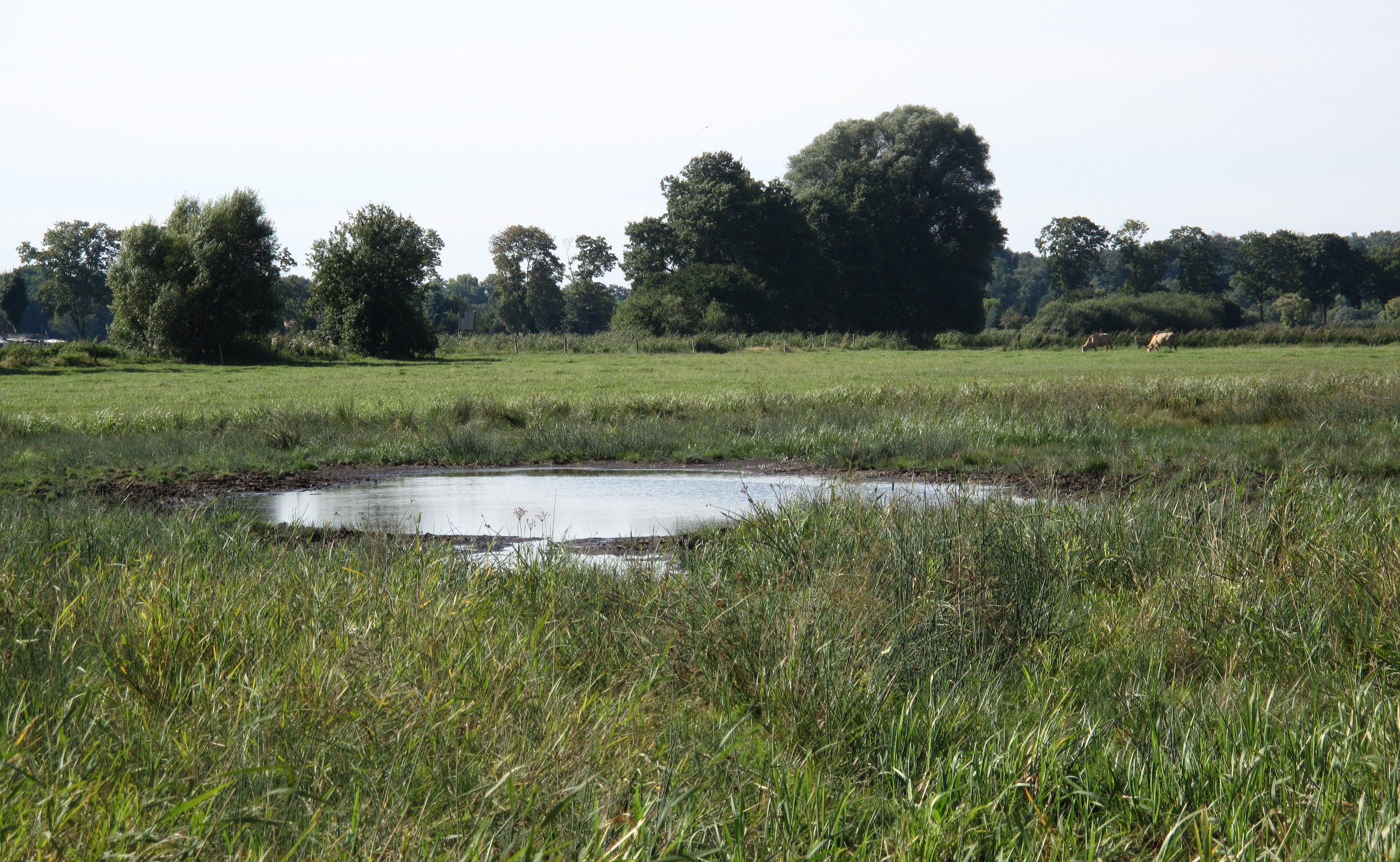
Offene Wasserstelle und Rinderbeweidung südlich des Storkower Salzwegs

Das Naturschutzgebiet Luchwiesen ist Teil des kohärenten europäischen ökologischen Netzes besonderer Schutzgebiete Natura 2000. Der Steckbrief des Bundesamtes für Naturschutz (BfN) enthält für das 109,57 Hektar umfassende FFH-Gebiet unter der Nummer 3749-302 folgende Charakterisierung:

„Größte und wertvollste Binnensalzstelle Brandenburgs, geringmächtig vermoorte Talsandrinne, halophile Flut-, Kriechrasen und Trittgesellschaften, Salzgrasland, Großseggenriede und Schilfröhrichte.“

Die Luchwiesen bildeten zudem einen Schwerpunkt im Projektgebiet Dahme-Heideseen des EU-LIFE Projekts „Sicherung und Entwicklung der Binnensalzstellen Brandenburgs“, das zwischen August 2005 und Juni 2010 durchgeführt wurde und mit 1,8 Millionen Euro ausgestattet war. 75 % der Projektkosten übernahm das Finanzinstrument LIFE (L’Instrument Financier pour l’Environnement) der EU, 25 % trugen die Stiftung NaturSchutzFonds Brandenburg, das Landesumweltamt Brandenburg und die Heinz-Sielmann-Stiftung.

### Pflege- und Entwicklungsmaßnahmen
Im Mittelpunkt der Projektmaßnahmen standen die Stabilisierung der hydrologischen Verhältnisse und die Vorbereitung einer regelmäßigen und finanziell abgesicherten Bewirtschaftung und extensiven Nutzung der Flächen. Dazu zählte in den Luchwiesen der Bau einer Sohlschwelle im Jahr 2007, wodurch der Winterwasserstand um rund 10 cm angehoben wurde. Die damit erreichten großflächigen Überstauungen und der Erhalt der Wasserstände bis in den Mai/Juni kommen den historisch bekannten Verhältnissen sehr nahe. Das zeitweilige und starke Absinken der Wasserstände im Sommer hat für die Anreicherung von Salzen im Oberboden große Bedeutung und ist erwünscht.
Nach jahrzehntelanger Einstellung der Grünlandnutzung wurde im Rahmen des Vertragsnaturschutzes die Bewirtschaftung der Luchwiesen wieder aufgenommen. Die Auflassung der Flächen hatte zu einer zunehmenden Verschilfung bis in die Salzpflanzen-Gesellschaften hinein geführt (siehe unten), womit langfristig eine Aussüßung der Böden und Bestände drohte. Die südlichen Flächen werden nunmehr von einem Landwirtschaftsbetrieb einmal jährlich zur Heuerwerbung gemäht und anschließend extensiv durch Rinder beweidet. Dabei sorgen die Rinder unter anderem mit ihren Hufen dafür, dass die für Salzpflanzen förderlichen Offenstellen erhalten bleiben. Abhängig von den Wasserständen findet auf den nördlichen Flächen eine ein- bis zweimalige Mahd statt. Für Teilflächen wurden Düngeverbote vereinbart. Durch die Maßnahmen im Projektgebiet Dahme-Heideseen wurde die Salzartenflora der Luchwiesen weitgehend stabilisiert. Nach dem Auslaufen des Projekts im Juni 2010 wird das Nutzungskonzept zwischen den beteiligten Institutionen und dem Landwirtschaftsbetrieb auch weiterhin auf die hydrologischen und standörtlichen Besonderheiten der Flächen abgestimmt.

## Flora und Fauna

### Pflanzen und Pflanzengemeinschaften

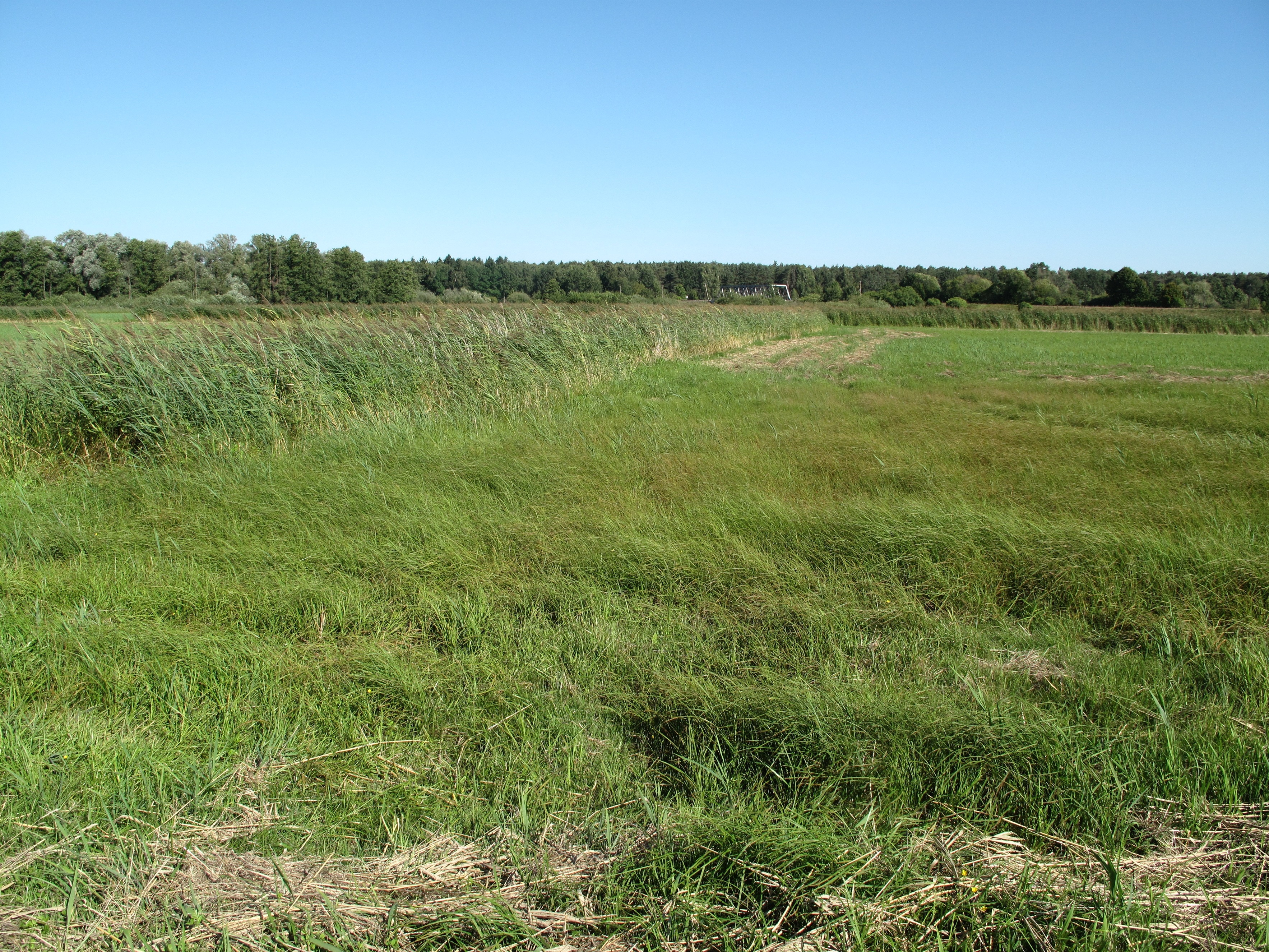
Salzwiese und Schilf nördlich des Salzwegs

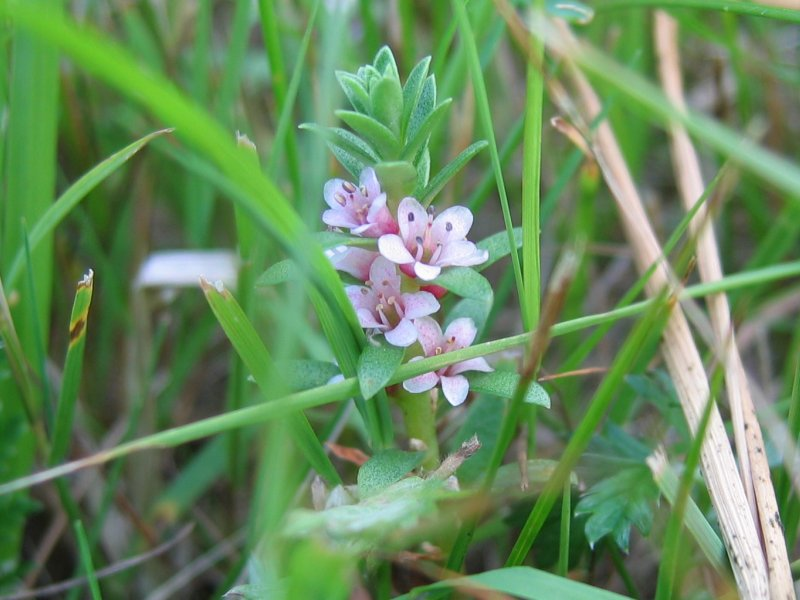
Das in Brandenburg vom Aussterben bedrohte Strand-Milchkraut hat die Salzzahl 7

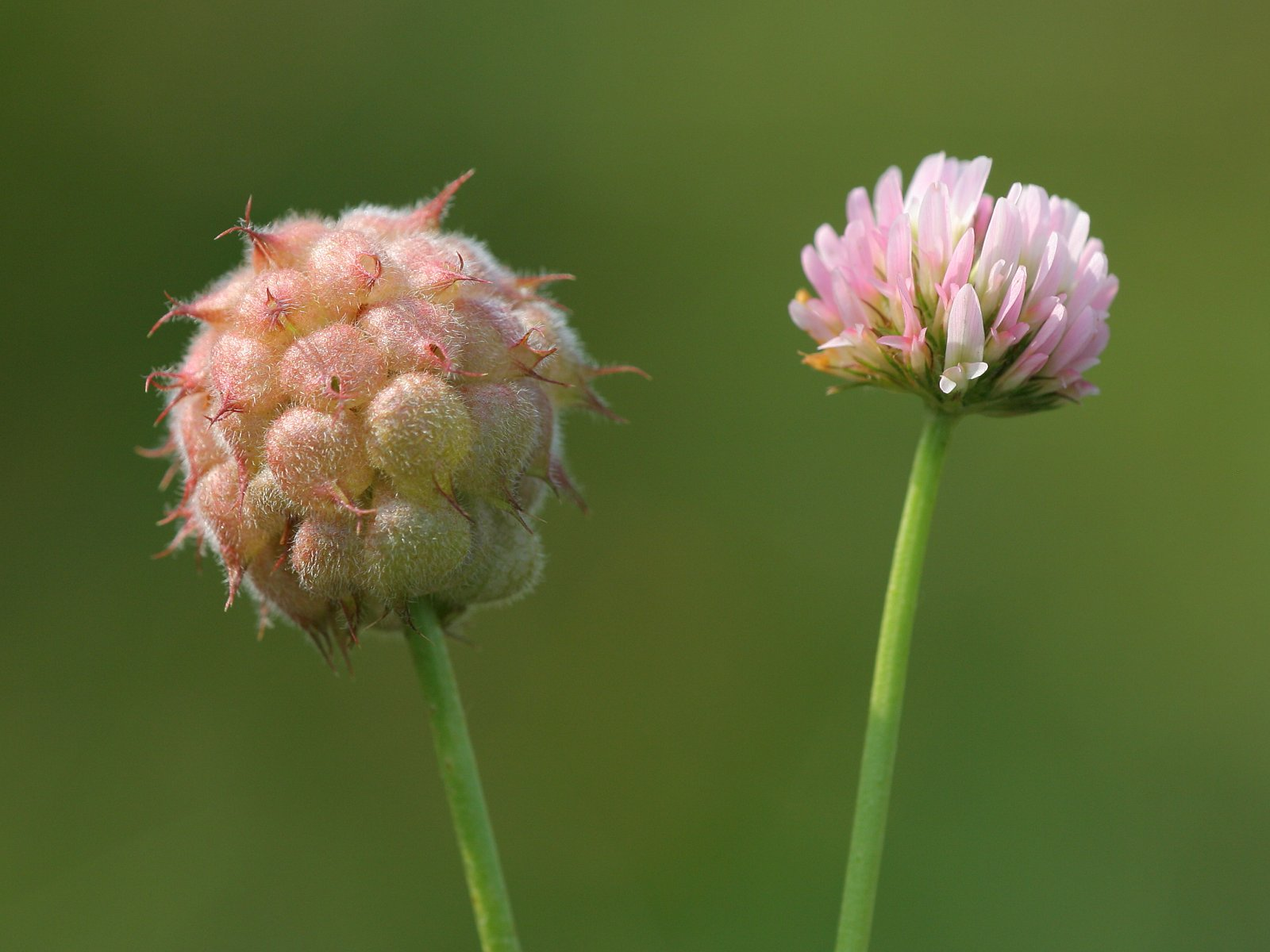
Erdbeer-Klee, Nahaufnahme eines Fruchtstandes und rechts daneben eines Blütenstandes.

Als zu schützende Lebensraumtypen listet der FFH-Steckbrief zwei Pflanzengesellschaften auf: Feuchte Hochstaudenfluren (Natura 2000-Code 6430) und Binnenland-Salzstellen (Natura 2000-Code 1340; Binnenland-Salzwiesen).
Eine Bestandserfassung der Halophyten (Salzpflanzen; abgeleitet vom griechischen hals, halos = Salz) und halophilen Pflanzenarten ergab im Jahr 2006 vier Arten, die in der Roten Liste Brandenburgs als vom Aussterben bedroht (Kategorie 1) und zwei Arten, die als stark gefährdet (Kategorie 2) eingestuft sind – sämtliche Angaben der Rote-Liste-Kategorien in der folgenden Zusammenstellung beziehen sich auf Brandenburg mit Stand 2006. Die jeweils angegebene Salzzahl nach Ellenberg (S-Zahl) bezeichnet das Vorkommen im Gefälle der Salzkonzentration (insbesondere Cl−-Konzentration) im Wurzelbereich des Bodens von S = 0 (nicht salzertragend) bis S = 9 (extrem salzertragend). Ist die Salzzahl in Klammern gesetzt, war die Art entweder bei Ellenberg nicht gelistet und wurde später von anderen Botanikern klassifiziert oder die Salzzahl der Art wurde im Vergleich zu Ellenberg neu klassifiziert.

#### Salzpflanzen (Halophyten)
An Halophyten ist als extrem salzertragend (S =  9) die Salz-Schuppenmiere (Spergularia salina) vertreten. Die einjährig überwinternde oder sommerannuelle krautige Pflanze aus der Familie der Nelkengewächse, die nur Wuchshöhen von 5 bis 15 cm erreicht, ist die Kennart der Pflanzenassoziation Puccinellietum distantis und gilt in Brandenburg als vom Aussterben bedroht. Gemeinsam mit dem Gewöhnlichen Salzschwaden (Puccinellia distans) bildet sie auf den beweideten Flächen der Luchwiesen den größten Salz-Schuppenmieren-Rasen (Spergulario-puccinelietum distantis) in Brandenburg. Der Gewöhnliche Salzschwaden, eine Grasart aus der Familie der Süßgräser, hat eine Salzzahl von 7 und ist die Assoziationscharakterart der Salzschwaden-Gesellschaft (Puccinellietum distantis). Sie wird in der Vorwarnstufe (Kategorie V) geführt.
Gleichfalls vom Aussterben bedroht ist das Strand-Milchkraut (Glaux maritima) (S = 7), Kennart des Verbandes Armerion maritimae und der Ordnung Glauco-Puccinellietalia in Salzpflanzenfluren (siehe: Pflanzensoziologische Einheiten nach Oberdorfer). Der Strand-Dreizack oder auch Salz-Dreizack (Triglochin maritima) hat als Anpassungsstrategie an den Standort unter anderem die Methode entwickelt, die älteren, stark salzhaltigen Blätter abzuwerfen. Die ausdauernde Rosettenpflanze (S = 8) ist in Brandenburg und auch deutschlandweit gefährdet (Kategorie 3) und ist in Teilbereichen der Luchwiesen bestandsdominierend. Die gleiche Strategie, durch Abwurf älterer Blätter, in denen größere Salzmengen angesammelt wurden, überschüssiges Salz loszuwerden, nutzt die ungefährdete Strand-Aster (Tripolium pannonicum, Syn.: Aster tripolium L.) (S = 8).

#### Salzliebende und Salzholde Arten (Halophile)

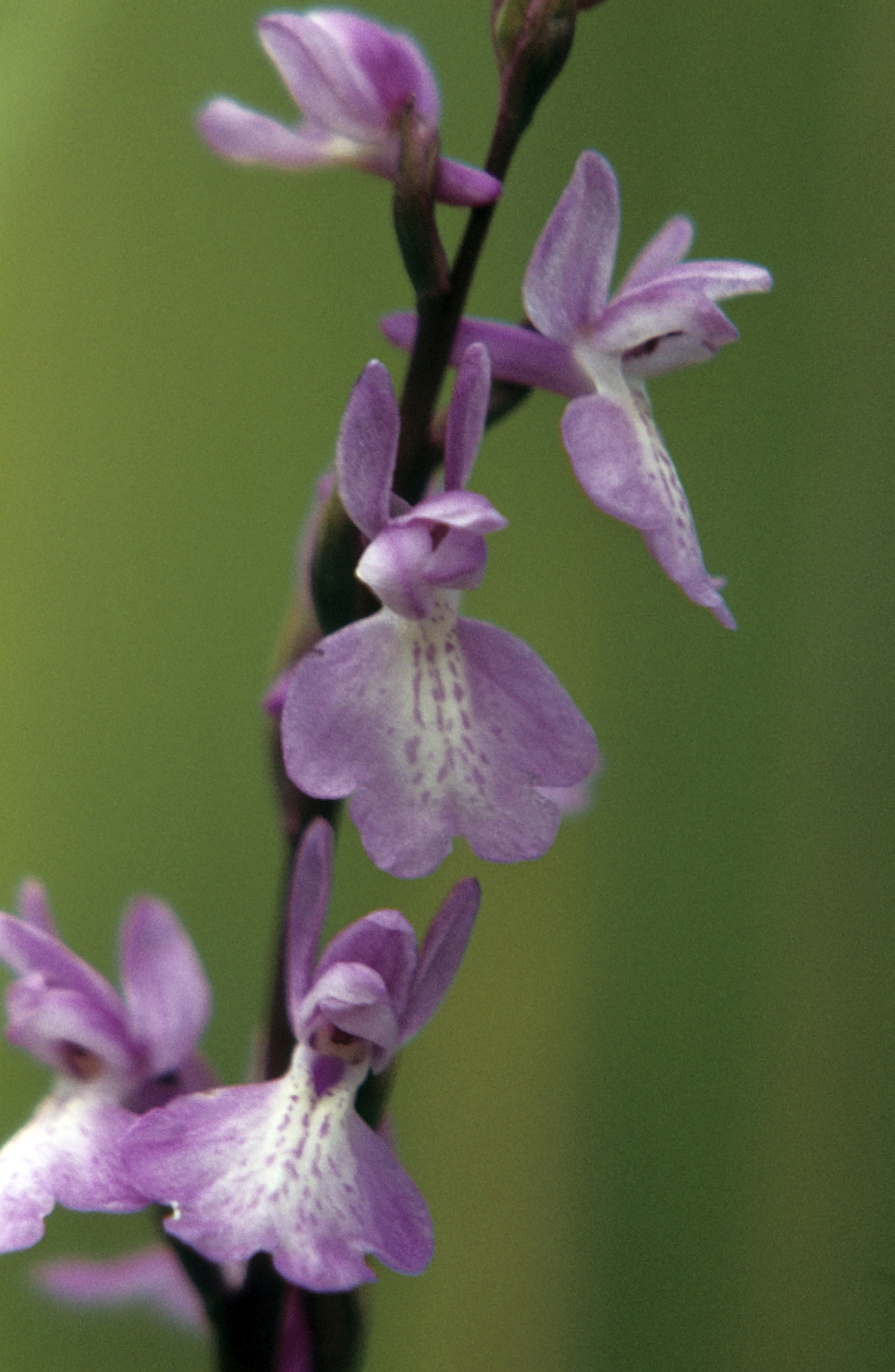
Das in Brandenburg vom Aussterben bedrohte Sumpf-Knabenkraut (Orchis palustris)

Unter den salzliebenden und Salzstandorte bevorzugenden Arten (Halophile) ist der Salz-Hornklee (Lotus tenuis) vertreten, der Böden mit einem schwachen Salzgehalt präferiert. Die Pflanze aus der Familie der Schmetterlingsblütler mit der Salzzahl 4 und gelb leuchtenden Einzelblüten im Blütenstand ist stark gefährdet. Der Erdbeer-Klee oder Himbeer-Klee (Trifolium fragiferum) aus derselben Familie ist eine charakteristische Art der Küsten-Salzwiesen und gilt in Brandenburg als gefährdet (S = 4). Der Hohe Steinklee (Melilotus altissimus) galt in Brandenburg lange als ungefährdet, ist allerdings in der Liste von 2006 als vom Aussterben bedroht eingetragen. Die Blüten dieses Schmetterlingsblütlers mit der Salzzahl 2 wachsen in zwei bis sechs cm hohen Trauben. Der Salzwiesen-Breit-Wegerich (Plantago major subsp. winteri) mit der Salzzahl (2) wird in der Roten Liste von 2006 unter Gefährdung ohne genaue Zuordnung zu einer der Kategorien (G) geführt.
Drei weitere salzholde Arten der Luchwiesen sind ungefährdet. Dazu zählt die Gewöhnliche Strandsimse (Bolboschoenus maritimus) mit der Salzzahl 2, eine sommergrüne und ausdauernde Pflanze, die Wuchshöhen von 30 bis 120, zuweilen bis zu 150 Zentimetern erreicht. Sie ist die Kennart der Pflanzengesellschaft (Assoziation) des Strandsimsen-Brackwasserröhrichts (Scirpetum maritimi Tx. 1937). Die Salz-Teichbinse oder Salz-Teichsimse (Schoenoplectus tabernaemontani) (S = 3) bildet gelegentlich eigene Dominanzbestände. Als Zeigerpflanze für übermäßigen Stickstoffreichtum im Boden gilt Roter Gänsefuß (Oxybasis rubra, Syn.Chenopodium rubrum) mit der Salzzahl (1)

#### Salztolerante Arten
Unter den salzertragenden Arten, die zwar häufig an salzbeeinflussten, oft aber auch anderen Standorten vorkommen, ist in den Luchwiesen das vom Aussterben bedrohte Sumpf-Knabenkraut (Orchis palustris) vertreten. Für die Art der Gattung der Knabenkräuter aus der Familie der Orchideengewächse wird die Salzzahl 1 angegeben. Stark gefährdet ist das Kleine Tausendgüldenkraut (Centaurium pulchellum; Syn.: Erythraea pulchella) mit der Salzzahl (5), dessen Einzelblüten sich im rosafarbenen Blütenstand nur bei Sonnenschein öffnen. Auf der Roten Liste Brandenburgs von 1993 noch als stark gefährdet eingestuft, wird der Sumpf-Dreizack (Triglochin palustris; Triglochin palustre) 2006 nach leichter Erholung der Vorkommen als gefährdet geführt. Der mehrjährig ausdauernde und sommergrüne Hemikryptophyt aus der Familie der Dreizackgewächse hat die Salzzahl 3. In der Vorwarnstufe sind Hain-Segge (Carex otrubae, Syn.Carex cuprina) (S = 1) und Einspelzige Sumpfbinse (Eleocharis uniglumis) (S = 5) gelistet. Als ungefährdet gelten: Platthalm-Binse oder Knollen-Binse (Juncus compressus) (S = 1), ein ausdauernder, überwinternd grüner Geophyt aus der Familie der Binsengewächse; Weißes Straußgras (Agrostis stolonifera) mit der Salzzahl (6), Ordnungskennart der Flutrasen (Agrostietalia stoloniferae); Drüsenlose Acker-Gänsedistel (Sonchus arvensis subsp. uliginosus (M.Bieb.) Nyman) (S = 3), eine Ruderalpflanze aus der Familie der Korbblütler.

### Tiere

#### Arthropoden (Gliederfüßer)

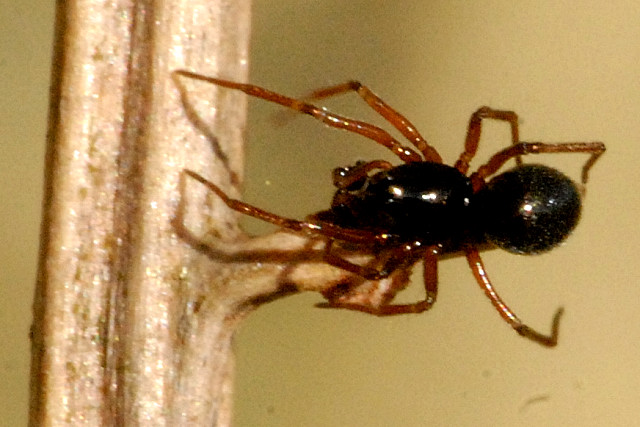
Erigone atra tritt in den Luchwiesen massenhaft auf

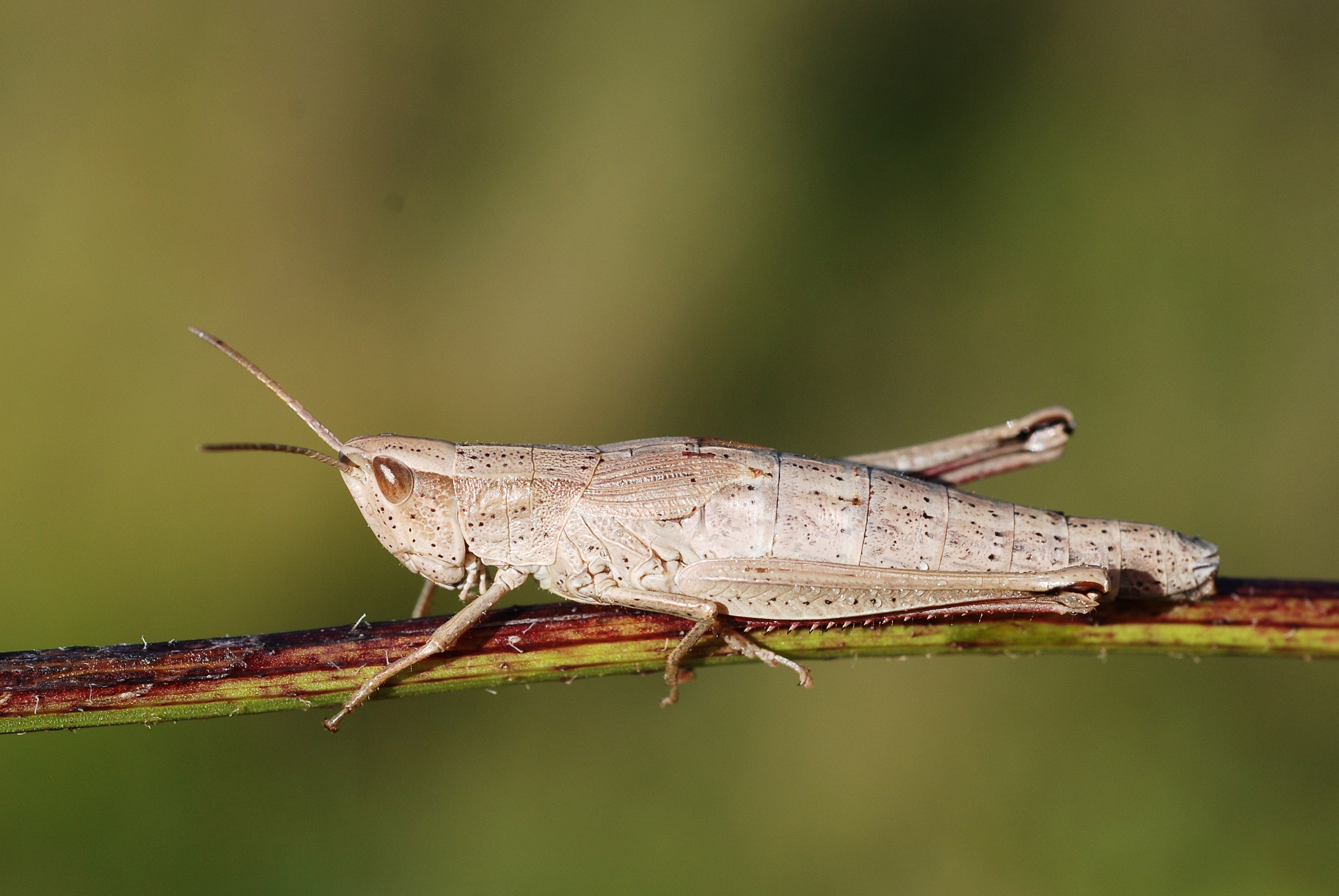
Häufig in den Luchwiesen: Große Goldschrecke

Die Arthropodenfauna (Gliederfüßer) der Luchwiesen ist von Arten gekennzeichnet, die sich in Brandenburg fast ausschließlich in oligo- bis mesohalinen Salzwiesen (Salzzahlen 2 bis 5) entwickeln. Im Jahr 2004 wurde die Arthropodenfauna per Bodenfallenfang erfasst. Dabei wurden 382 Arten, darunter 13 halophile/halobionte Arten festgestellt und bei Coleoptera drei Erstnachweise für Brandenburg ermittelt: Melanophthalma suturalis (MANNERHEIM 1844) aus der Familie der Moderkäfer (Lathridiidae) und aus der Familie der Kurzflügler (Staphylinidae) Calodera cochlearis (ASSING 1996) sowie Tomoglossa brakmani (SCHEERPELZ 1963). Dabei bildete der Halobiont Tomoglossa brakmani auf einer der Fangflächen die dominante Art und das bisher individuenreichste Vorkommen in Deutschland. Der 2,1 bis 2,2 mm große Käfer war bislang nur von Salzstandorten in Sachsen-Anhalt und Niedersachsen mit wenigen Exemplaren bekannt. Er gilt deutschlandweit als vom Aussterben bedroht und ist in der Brandenburger Roten Liste noch nicht angeführt. Von den nachgewiesenen halophilen/halobionten Käferarten sind drei weitere in Brandenburg vom Aussterben bedroht (1) und drei stark gefährdet (2):
- Laufkäfer (Carabidae): Bembidion tenellum (1), Elaphrus uliginosus (2),
- Kurzflügler (Staphylinidae): Carpelimus foveolatus (1), Carpelimus ganglbaueri (1), Bledius tricornis (2), Philonthus salinus (2).[24]

Aus der Ordnung der Webspinnen (Araneae) gingen rund 20 Exemplare Argenna patula (SIMON 1874) aus der Familie der Kräuselspinnen (Dictynidae) in die Falle. Die vom Aussterben bedrohte Art ist gegenwärtig die einzig bekannte halobionte Spinnenart in Brandenburg und zählt zu den Leitarten der Nordsee-Salzwiesen. Sie trat in den Luchwiesen im unverschilften Strand-Dreizack-Bestand auf. Als nichthalophile/-bionte Art ist unter anderem besonders massenhaft (über 999 Exemplare auf einer Fangfläche) Erigone atra aus der Familie der Baldachinspinnen anzutreffen. Die Art trägt mit zigtausendfach sich durch die Luft fortbewegenden Individuen stark zum Altweibersommer bei. An Wanzen (Heteroptera) und Zikaden (Auchenorrhyncha) wurden mit vereinzelten Funden vier halophile Arten nachgewiesen, darunter Saldula opacula aus der Familie der Uferwanzen (Saldidae) und Macrosteles viridigriseus aus der Familie der Zwergzikaden (Cicadellidae; Syn.: Jassidae). Ältere Untersuchungen brachten Nachweise von 5 halophilen und 3 halobionten Halmfliegenarten (Chloropidae) sowie einer halobionten Schmetterlingsart (Lepidoptera): Gynnidomorpha vectisana aus der Familie der Wickler (Tortricidae), deren Raupen sich vom Strand-Dreizack (Salzzahl = 8) ernähren. Unter den Kurzfühlerschrecken sind Sumpfgrashüpfer (Chorthippus montanus) und Große Goldschrecken (Chrysochraon dispar) häufig anzutreffen, die allerdings nicht zu den halophilen/halobionten Arten zählen.

#### Weitere Tiere
Unter den Vogelarten bilden Wiesenbrüter stabile und für den Artenschutz bedeutende Bestände. Im offenen Grünland baut die Bekassine, ein Watvogel und Vogel des Jahres 2013, ihre Nester. Der Kurz- und Langstreckenzieher ist in Deutschland durch die Bundesartenschutzverordnung (BartSchV) (Anlage 1) streng geschützt. Gleichfalls streng geschützt ist der Kiebitz aus der Familie der Regenpfeifer. Vertreten sind ferner Wiesenpieper aus der Familie der Stelzen und Pieper und das Braunkehlchen, der Vogel des Jahres 1987. Diese vier Arten sind in der Roten Liste Brandenburgs (Stand 2008) als stark gefährdet kategorisiert. In den Röhrichtzonen hat sich als regelmäßiger Brutvogel die Rohrammer, ein Teilzieher, etabliert. In diesem Bereich ist zudem das „tscheck“ und „schrrr“ des Schilfrohrsängers zu hören, der nach BartSchV (Anlage 1) streng geschützt ist, in Brandenburg allerdings nur in der Vorwarnliste geführt wird. Zur Zeit des Vogelzugs nutzen weitere Watvögel die Luchwiesen als Rastgebiet. Tausende nordische Wildgänse machen hier Zwischenstation. Erloschen sind seit den 1960er-Jahren die Bestände des streng geschützten Großen Brachvogels (Rote Liste Brandenburg: vom Aussterben bedroht) und später auch des streng geschützten Rotschenkels (Rote Liste Brandenburg: vom Aussterben bedroht) und der Knäkente (Rote Liste Brandenburg: gefährdet).
Bei den Säugetieren ist der Fischotter erwähnenswert, der in der Roten Liste Brandenburgs (Stand 2003) trotz einer leichten Erholung seiner Bestände als vom Aussterben bedroht geführt wird. Das Landraubtier aus der Familie der Marder durchquert auf der Jagd nach Fischen, Enten, Wasserratten und Fröschen den Storkower Kanal und sucht auch in den Wiesengräben des Luchs Unterschlupf.

## Nutzungsgeschichte und Storkower Salzweg

### Salzsiederei
Mehrere Quellen deuten darauf hin, dass sich in den Luchwiesen im 17. Jahrhundert eine Salzsiederei befand, in der Salz aus einer Sole gewonnen wurde. So soll Storkow in diesem Jahrhundert als Salzproduzent unter den „Baiensalzsiedereien“ genannt worden sein. Am 14./15. April 1757 vermerkte die Storkower Pfarrchronik, dass der Kirche ein breites Stücke beym Salzbrunnen […] im Luchfelde gehöre. 1776 berichtete der Kriegsrat Schirrmeister von einer ehemaligen Saltz Siederey bei Groß Schauen und dem Hammelstalle (das Gebiet gehörte vor der Gründung Philadelphias 1775 am Hammelstall zu Groß Schauen):

„Die Stellen, wo in dem Schauenschen Felde ehedem Saltz gesotten worden, habe ich zwar besichtiget, aber weil die Quellen alle ausgetrocknet waren, keine Spure von Saltze bemerken können. Indeßen sind die Plätze noch zu sehen, wo in alten Zeiten der Sage nach Saltz gesotten worden. Bütow, welcher davon in seiner alten Registratur noch Nachrichten fand, er aber solche nicht auffinden kann, wird solche noch genauer aufsuchen und einschicken.“

Ob Carl Friedrich Bütow – Amtmann Storkows und Stahnsdorfs und nach dem Siebenjährigen Krieg (1756–1763) Gründer verschiedener Kolonistendörfer der Region, darunter Philadelphia – die Belege vorlegte, ist nicht bekannt. Auch der Historiker und Geograph Karl Friedrich von Klöden schrieb 1831 von einer ehemaligen Salzsiederei im Luchfelde, einer bruchigen Stelle bei Storkow an der Poststraße nach Berlin, dem sogenannten Hammelstalle gegenüber. Unter den um 1800 in Storkow vertretenen Berufen sind drei Salzseller vermerkt. Nach Angabe von Johann Georg Krünitz in der Oeconomischen Encyclopädie war ein Salzseller ein von der Regierung concessionirter Salzhändler auf dem Lande. Die eher bescheidene Salzproduktion war allerdings wahrscheinlich bereits zum Ende des 17. Jahrhunderts ausgelaufen, weil die Sole mit einem Salzgehalt von rund 8 % zu unergiebig war.

### Vom Torfstich zum Schutzgebiet

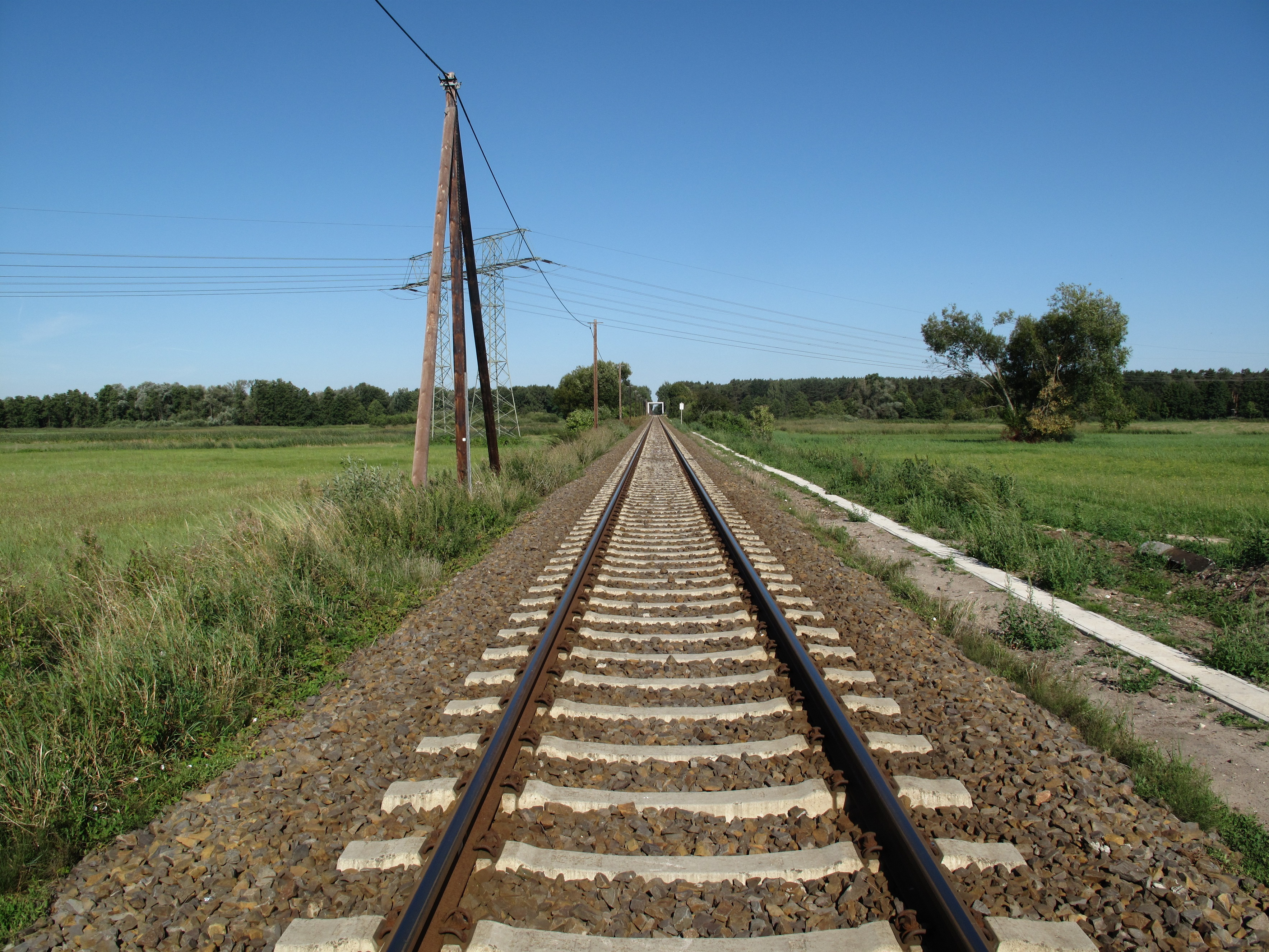
Der Bau des 1898 eröffneten Teilstücks der Bahnstrecke Grunow–Königs Wusterhausen durch die Luchwiesen war ein weiterer erheblicher anthropogener Eingriff in das Gebiet

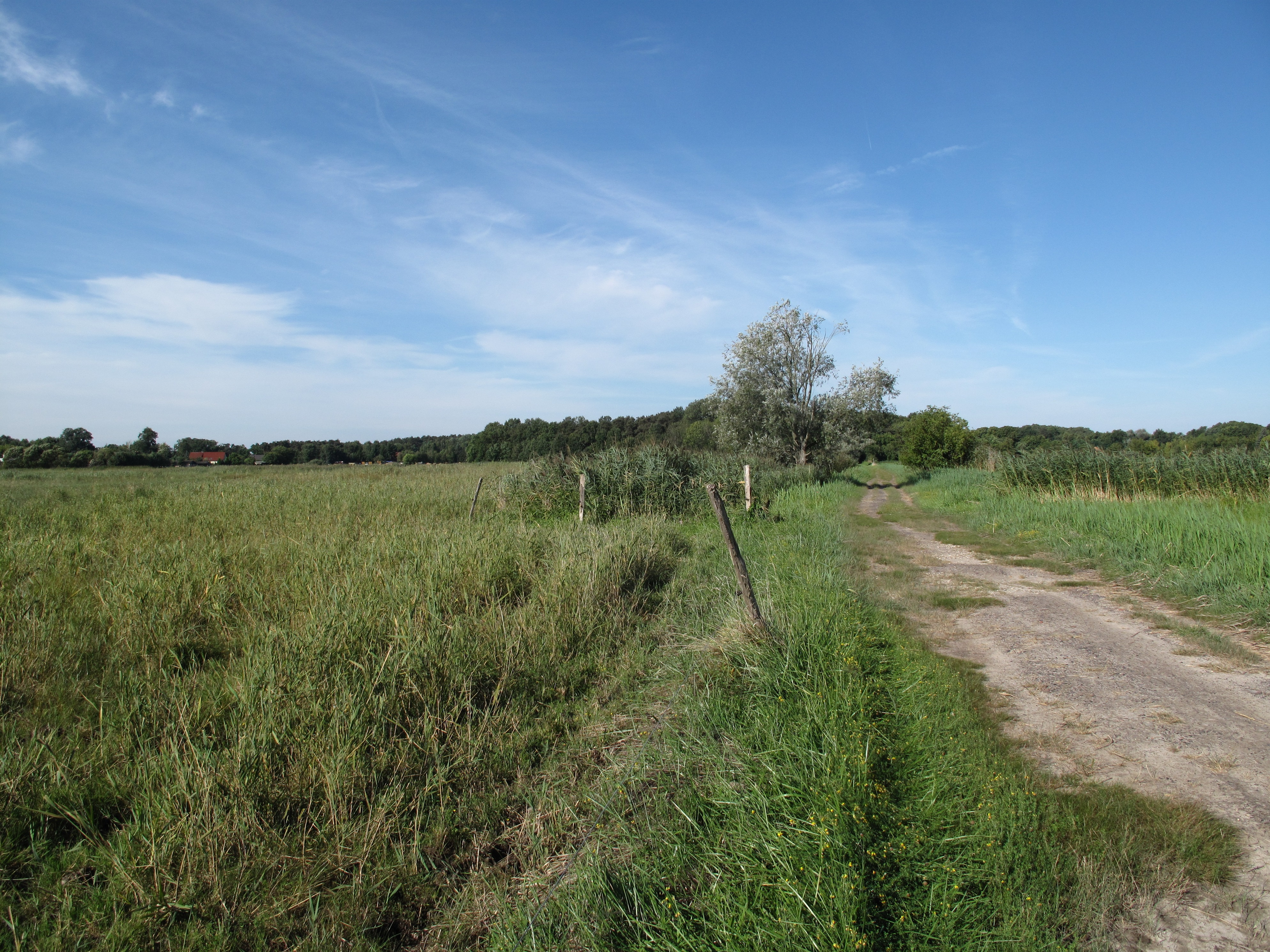
Storkower Salzweg in den Luchwiesen

Zum Ende des 18. Jahrhunderts, zur Zeit der oder nach der Gründung Philadelphias, nutzte man die den Torf unterlagernde Mergel- und Kreideschicht stellenweise zur Kalkung der Äcker. Um 1820 wurden die Wiesen als sogenanntes „Weichland“ grünlandgenutzt. Im Preußischen Urmesstischblatt von 1844 sind in den Luchwiesen mehrere mäandrierende Gewässer und Torfstiche eingezeichnet. Ursprünglich von einem natürlichen Fließgewässer, dem Storkower Mühlenfließ, durchflossen, war der Wasserstand in dem sumpfigen Gelände hoch. Der Bau des Storkower Kanals führte erstmals zu einer Absenkung des Wasserstandes in dem nassen Luch, was durch die damit erhöhte Salzkonzentration eine Ausbreitung der Salzpflanzen mit sich brachte. Der Kanal ist Teil der 33,44 Kilometer langen Bundeswasserstraße Storkower Gewässer (SkG), die die umliegenden Seen und Fließe vom Scharmützelsee ausgehend über die Dahme zur Spree entwässert. Der Kanal ging aus dem 1732 angelegten Storkower Flößerkanal hervor, der unter der Regierung Friedrichs II. in der Mitte des 18. Jahrhunderts zum Kanal ausgebaut wurde. Über Jahrhunderte insbesondere zur Versorgung Berlins mit Bauholz und Ziegeln genutzt, liegt seine heutige verkehrswirtschaftliche Bedeutung weitgehend im Bereich der Freizeit- und Tourismusindustrie. In der Regel wird er nur noch von Fahrgastschiffen, Sportbooten und zum Wasserwandern genutzt. In Kummersdorf erreicht die Wasserstraße im Naturschutzgebiet Storkower Kanal ein weiteres ökologisch wertvolles Gebiet.
Nach Schleusenausbauten und weiteren wasserbaulichen Maßnahmen war der Wasserstand in den 1950er-Jahren wieder deutlich gestiegen, sodass die Feuchtigkeit der Wiesen eine intensive Bewirtschaftung verhinderte. Trotz der vorläufigen Unterschutzstellung 1974 wurden Teile der Luchwiesen Anfang der 1980er-Jahre aus der Landwirtschaftlichen Nutzfläche (LNF) genommen, womit eine Verschilfung der Flächen einsetzte. Zudem wurden auf Teilflächen zur Düngung noch bis zu 60 Kg N/ha ausgebracht. Erste Versuche, eine angepasste Bewirtschaftung und Pflege nach der endgültigen Sicherung als Naturschutzgebiet 1990 im Rahmen des Vertragsnaturschutzes und des Kulturlandschaftsprogramms zu erreichen, scheiterten. Eine für längere Zeit letzte Mahd einer 50 Hektar umfassenden, aufgelassenen Fläche erfolgte 1991. Die Pflege- und Entwicklungsmaßnahmen der 2000er-Jahre führten dann zu einer naturnahen Stabilisierung des Biotops (siehe oben).

### Storkower Salzweg
Gleichfalls gefördert durch das EU-LIFE Projekt „Sicherung und Entwicklung der Binnensalzstellen Brandenburgs“, wurde im Herbst 2008 der Storkower Salzweg eröffnet. Der 8,5 Kilometer lange Weg führt von der Burg Storkow vorbei am Bahnhof Storkow durch die Luchwiesen und Philadelphia nach Groß Schauen. Entlang der Marstallwiesen am Schaplowsee und der Burgwiesen erreicht er wieder die Burg. Auf vier Informationstafeln, davon eine in den Luchwiesen, werden Entstehungsgeschichte, Vegetation, Wasserhaushalt und Bedeutung der Salzstellen erläutert. In den salzhaltigen Marstallwiesen, Teil des Naturschutzgebiets Groß Schauener Seenkette beziehungsweise Sielmanns Naturlandschaft Groß Schauener Seen, wurden im Rahmen des LIFE-Projekts ebenfalls gezielte Entwicklungsmaßnahmen durchgeführt. Von einem stählernen Aussichtsturm am Schaplowsee mit dem LIFE-Logo obenauf eröffnet sich ein Blick über die Salzwiesen und die Groß Schauener Seenkette.